# همایش جنوب شرقی

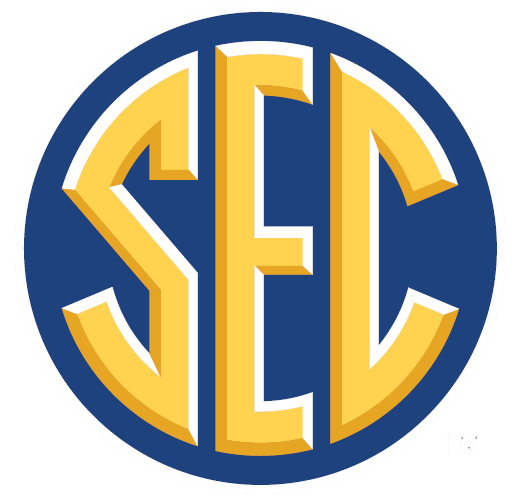

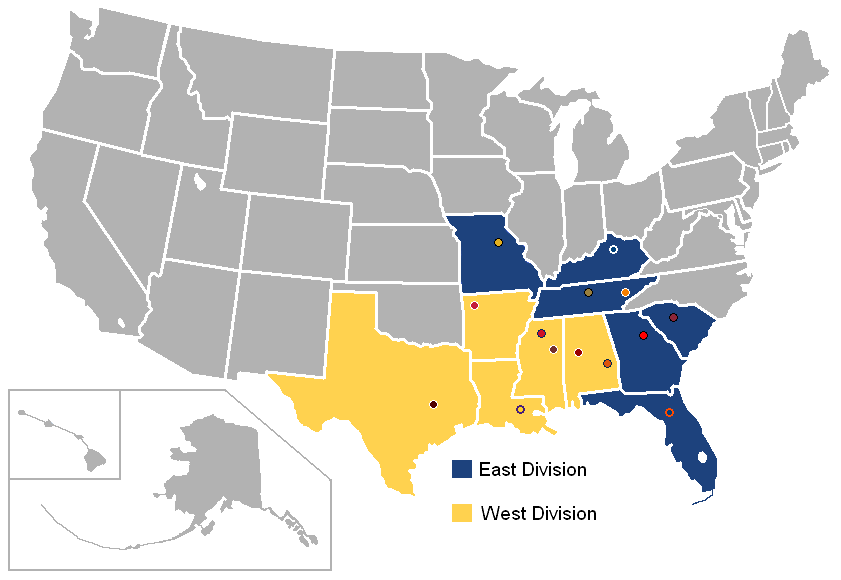

همایش جنوب شرقی (Southeastern Conference) معروف به لیگ اس ای سی (SEC) تأسیس ۱۹۳۲ میلادی نام یک لیگ ورزشی دانشگاهی در امریکا است.
این همایش یکی از پنج همایش بزرگ امریکا بوده و متشکل از ۱۴ دانشگاه است.